# R. Ramachandra Rao
Pour les articles homonymes, voir Rao (homonymie).
Diwan Bahadur Raghunatha Rao Ramachandra Rao (vers 1871 - juillet 1936) est un fonctionnaire, mathématicien et activiste social et politique indien qui a servi en tant que percepteur dans l'Inde britannique.

## Enfance et éducation
Ramachandra Rao est né dans une famille aristocratique de Thanjavur Marathi en 1871. Il effectue sa scolarité à Thiruvananthapuram et il est diplômé du Presidency College, à Madras.

## Carrière
Rao entre dans l'administration civile indienne, en 1890, à l'âge de dix-neuf ans. Il occupe divers postes à partir de 1890 en tant que fonctionnaire du Ministère du Revenu. En 1901, Rao est nommé percepteur du district de Kurnool et occupe cette fonction jusqu'en 1907. Il continue au sein des sociétés coopératives de 1907 à 1910, puis de 1910 à 1914 à Nellore et il prend sa retraite du poste de percepteur du district de Madras en 1926.

## Dernières années et mort
Après son départ à la retraite, Rao consacre son temps à des activités sociales et politiques. Il a organisé l'Exposition « All India » à Madras au cours de la session 1927 du Indian National Congress. Rao portait toujours des vêtements Swadeshi et était un proche collaborateur de Chakravarti Rajagopalachari.
Ramachandra Rao a souffert d'une paralysie due à un accident vasculaire cérébral dans les années 1930. À la suite de cet accident, Ramachandra Rao est confiné dans son lit. Il est mort en juillet 1936, à l'âge de 65 ans.

## Autres intérêts
Ramachandra Rao a été un mathématicien et astronome et a servi comme président de la Société mathématique indienne de 1915 à 1917. Il a aidé le mathématicien indien Srinivasa Ramanujan quand il était sans emploi et lui a obtenu un poste au Madras Port Trust.

## Dans la culture populaire
Dans le film biographique Ramanujan (2014), l'acteur Sarath Babu interprète le personnage de Ramachandra Rao, le film lui-même étant basé sur la vie du célèbre mathématicien indien Srinivasa Ramanujan.